# Wilhelm August Seim
Wilhelm August Seim (* 13. Januar 1844 in Grüna; † 9. November 1905 in Freiberg) war ein deutscher Baumeister und nationalliberaler Politiker.

## Leben und Wirken
Seim besuchte die Volksschule in Grüna und anschließend die Gewerbeschule in Chemnitz. Als Baumeister ließ er sich in der erzgebirgischen Bergstadt Freiberg nieder, wo auch er als Stadtrat tätig war. Von 1893 bis 1899 vertrat Seim den 6. städtischen Wahlkreis in der II. Kammer des Sächsischen Landtags.